# Лемонье, Элиза
Элиза Лемонье, до брака Мари-Жюльен-Элиза Гримэль (24 марта 1805 г., Сорез — 5 июня 1865 г., Париж) — французский педагог, считается основоположницей профессионального образования для женщин.

## Биография
Отца Элизы звали Жан Гримэль, мать, Этьенетт-Розали Альдебер, происходила по матери из дворянского рода Барро де Мюратель. Её двоюродный дед по материнской линии — Давид Морис Шампульес де Барро де Мюратель, командовавший первой линией пехоты в сражении при Вальми (20 сентября 1792 г.). Её родители оба были протестантами. Элиза была третьей из пятерых детей. Лишившись отца в 12 лет, она воспитывается матерью и бабушкой. Позже, проживая у родственников, Сен-Сир дю Барро, Элиза проводит зиму в Кастре, а остальное время — за городом, в небольшой деревне в департаменте Тарн (Чёрная гора). Она обучается истории, географии, грамматике, чтению и хорошим манерам.
Вернувшись в 1820 г. в родной дом, Элиза знакомится с дочерьми директора коллежа в Сорезе, где обучаются их братья. Основанный в 1682 г. бенедиктинцами для сопротивления протестантскому влиянию, сорезский коллеж быстро приобрёл большую известность. В 1776 г. он становится одной из двенадцати королевских школ Франции. Всегда находившийся под управлением бенедиктинцев, ставших жертвами религиозного преследования, коллеж был спасён двумя братьями — Франсуа, а затем Раймоном-Домиником Ферлю. С этих пор образование захватывают либеральные идеи, и оно становится светским. После падения первой Империи реставрированная королевская власть больше не может поддерживать этот образ мыслей. В 1824 г. поступает донос на царящее там вольнодумство. Нельзя было допустить, чтобы из сорока преподавателей только шесть проявляли роялистские убеждения. В коллеже видели очаг политического сопротивления, и под давлением представителей власти многие преподаватели покинули заведение. После смены преподавательского состава там распространяются идеи Сен-Симона, умершего в 1825 г., чьи ученики Сент-Аман Базар и Проспер Анфантен видят себя проповедниками нового общества.
В салоне Франсуа Ферлю, директора сорезского коллежа, Элиза встречает Шарля Лемонье, преподавателя философии и последователя идей Сен-Симона. В 1831 г. она выходит за него замуж. Между ними происходит кратковременная размолвка на почве разногласий Анфантена и Базара: для первого эмансипация женщины предполагает свободную любовь, что Элизе кажется неприемлемой безнравственностью, и она принимает сторону Базара, тогда как Шарль, приняв сторону Анфантена, переезжает в Париж, но затем возвращается. Они живут в Сорезе около восьми лет, будучи активными деятелями сенсимонистской «Церкви». Вскоре после смерти Раймона Ферлю они покидают Сорез. Семья поселяется в Бордо, где Шарль становится адвокатом.
Когда Шарль Лемонье получает пост в железнодорожной компании, супруги покидают Бордо и поселяются в Париже. Они знакомятся с парижскими республиканскими и либеральными кругами и встречают с энтузиазмом и надеждой революционные события 1848 г. Волнения, сотрясающие Париж, усугубляют нищету и лишения женщин, оказавшихся в бедности из-за отсутствия профессиональных навыков, которые бы позволили им найти работу. Чтобы помочь им, Элиза арендует помещение на улице Фобур-Пуассоньер и превращает его в мастерскую поставок для больниц и тюрем. Она нанимает множество женщин и обучает их за плату шить одеяла, рубашки, другие необходимые вещи из ткани, которую сама закупает. Она рассматривает возможность создания «Общества объединённых работниц» с целью дать женщинам возможность совмещать домашние и материнские обязанности с оплачиваемым трудом. Столкнувшись с недостатком навыков у работниц, она разрабатывает проект настоящего профессионального образования для девушек, которое бы позволяло им зарабатывать на жизнь.

## Образовательная деятельность
В 1856 г. вместе с 18 помощниками она создаёт «Общество защиты матерей». Многие известные личности поощряют её упорство в стремлении освободить женщин из оков невежества. Несколько масонских лож сопровождают её проект, пытаясь использовать его как средство противопоставить себя влиянию религиозных объединений на умы девушек. Либерал Бартелеми Сент-Илер, активный сенсимонист Арлес-Дюфур, Александр Дюма-отец, представители французской ветви семьи Ротшильдов, художница Роза Бонёр оказывают ей поддержку. Кроме того, в своей деятельности она пользуется поддержкой парижской компании газового освещения и отопления, а также омнибусной компании братьев Перейр.
При таком политическом и финансовом сопровождении в мае 1862 г. Элиза Лемонье создаёт Общество женского профессионального образования. 1 октября 1862 г. она арендует ателье и открывает на улице де ла Перль, 9 первую профессиональную школу для девушек. Школе сопутствует быстрый успех: за два месяца на обучение записывается 80 учениц, а к концу года их насчитывается 150. Помещения слишком малы, и приходится искать новые, на улице дю Валь Кутюр Сент-Катрин. Затем открываются ещё две школы: на улице Вольта и на улице Рошешуар. В 1890 г. насчитывается 8 «школ Лемонье». В них обучается около 500 девушек.
Ученицы являются выходцами из мелкой буржуазии и зажиточного рабочего класса, поскольку обучение платное. Элиза Лемонье самостоятельно составляет учебные программы и расписание. Уроки французского языка, истории, географии, арифметики, физики и химии, рисования, письма и гигиены являются общими для всех учениц и проходят утром. Во второй половине дня изучаются правила торговли, бухгалтерский учёт, гражданское и коммерческое право, английский язык, а также работают мастерские по пошиву одежды, рисованию, гравюре на дереве, росписи фарфора и другие.
Длительность обучения составляет три года. Семьи участвуют в финансировании школы из расчёта 12 франков в месяц за одну ученицу. Будучи протестанткой, Элиза Лемонье не скрывает свою веру, но требование светскости образования для неё предполагает уважение и терпимость ко всем вероисповеданиям. Она полагает, что воспитание в религиозной вере — задача семьи, а не школы.
Элиза Лемонье скончалась в Париже 5 июня 1865 г.

## Наследие
Новая форма образования соответствовала потребностям тогдашнего общества, и вскоре этому образцу последовали за рубежом, первоначально в Швейцарии, Бельгии и Италии. Профессиональные школы для девушек открылись в нескольких крупных провинциальных городах Франции. Школы Элизы Лемонье удостоились золотой медали на Всемирной выставке 1878 г. В 1880 г. 11 декабря вышел закон об организации данного типа школ. Парижский муниципалитет открывает первую профессиональную школу для девушек на основах, заложенных Элизой Лемонье, в 1882 г.

## Память
С 1884 г. одна из улиц 12 округа Парижа носит имя Элизы Лемонье. В том же округе на авеню Арман-Руссо, 20 находится профессиональный лицей, носящий её имя.